# 温特拉斯里德
温特拉斯里德是德国巴伐利亚州的一个市镇。总面积25.75平方公里，总人口1521人，其中男性798人，女性723人（2011年12月31日），人口密度59人/平方公里。